# Monte Colombine
Il monte Colombine (2 215 m s.l.m.) è una montagna delle Prealpi Bresciane nelle Prealpi Bresciane e Gardesane. Si trova in Lombardia (provincia di Brescia).
La montagna è collocata in val Trompia tra Collio e Bovegno.

## Descrizione
La cima dell monte Colombine è erbosa e dalla cima si può vedere tutta la val Trompia e il Gruppo dell' Adamello.

## Turismo
Il monte Colombine è raggiungibile dal giogo del Maniva proseguendo sul monte Dasdana oppure per i più esperti da croce domini passando per Grapa vaia.